# Elizabeth Anne Roche Anderson
Elizabeth Anne Roche Anderson (* 1908 in Dullater; † vor 1984, verheiratete Mrs. J. A. S. Armstrong) war eine schottische Badmintonspielerin.

## Karriere
Elizabeth Anderson gewann 1933 ihren ersten nationalen Titel in Schottland. Zwei weitere folgten vor dem Zweiten Weltkrieg, vier danach, wo sie schon, seit 1938 verheiratet mit John Alexander Stephenson Armstrong, als Mrs. J. A. S. Armstrong startete. Außerhalb ihrer Heimat siegte sie 1937 bei den Irish Open. Erfolgreich war sie ebenfalls im Golf.

## Erfolge im Badminton
| Saison | Veranstaltung                     | Disziplin   | Platz | Name                               |
| ------ | --------------------------------- | ----------- | ----- | ---------------------------------- |
| 1933   | Schottland: Einzelmeisterschaften | Damendoppel | 1     | E. F. Ogilvie / Elisabeth Anderson |
| 1934   | Schottland: Einzelmeisterschaften | Damendoppel | 1     | E. F. Ogilvie / Elisabeth Anderson |
| 1937   | Irish Open                        | Dameneinzel | 1     | Elizabeth Anderson                 |
| 1938   | Schottland: Einzelmeisterschaften | Damendoppel | 1     | E. F. Ogilvie / E. A. R. Anderson  |
| 1950   | Schottland: Einzelmeisterschaften | Mixed       | 1     | J. S. Millar / J. A. S. Armstrong  |
| 1953   | Schottland: Einzelmeisterschaften | Damendoppel | 1     | Nancy Horner / J. A. S. Armstrong  |